# Tempesta tropical Gert (2005)
Tempesta tropical Gert va ser el tercer dels sis ciclons tropicals (tres huracans, dos grans huracans i tres tempestes tropicals) que recalaren sobre els Estats Units Mexicans durant l'any 2005. Es formà el juliol al golf de Campeche, i esdevingué la setena tempesta declarada durant la temporada d'huracans de l'Atlàntic del 2005. Deixà una víctima normal.

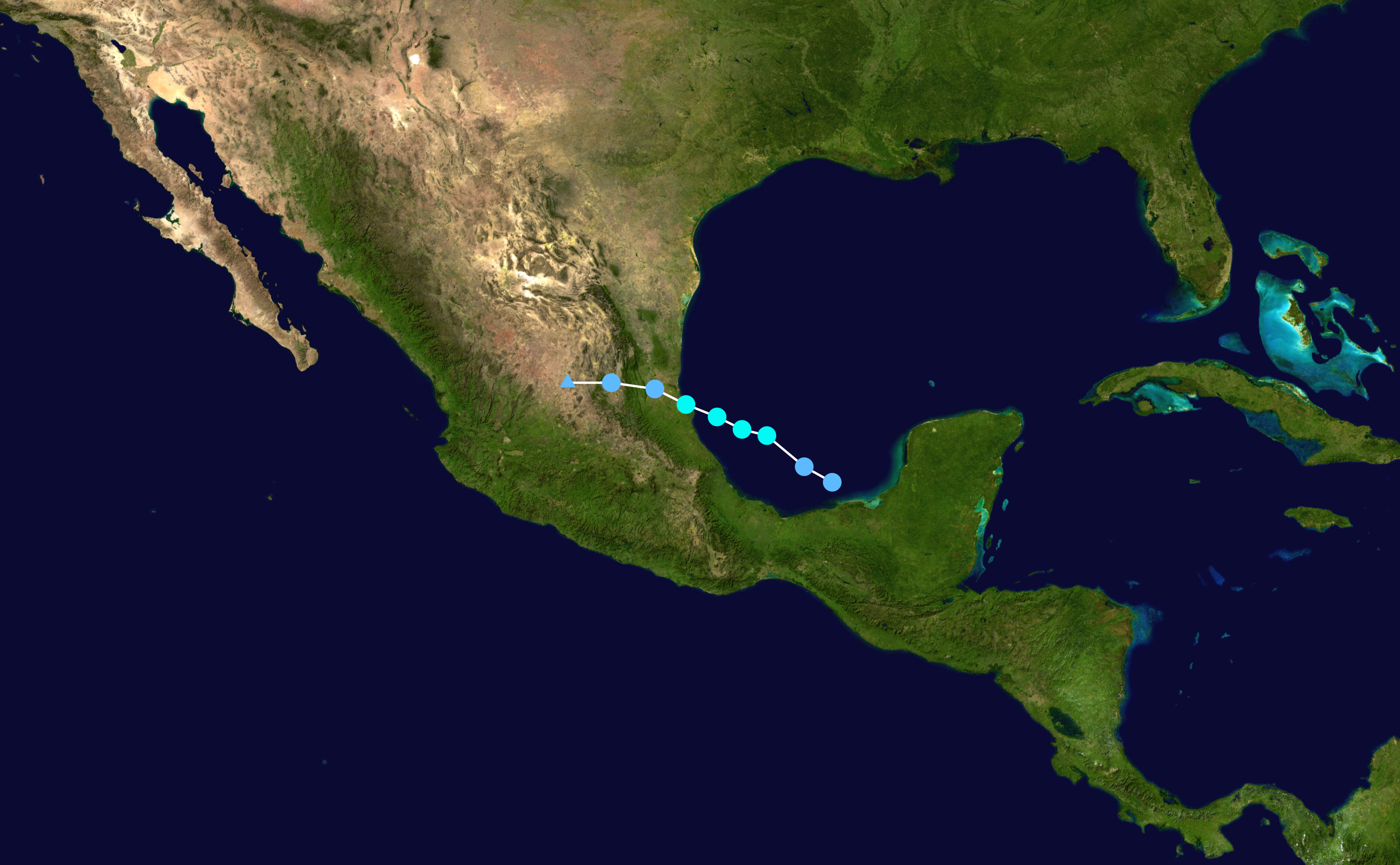
Trajectòria de la tempesta